# 馬丁谷
馬丁谷（Ma'adim Vallis）是火星上最大的溢出河道（Outflow channels）之一，名字來自希伯來語的火星（希伯來語：מאדים）。

## 概述
馬丁谷長度約 825 公里，遠超過地球上的科羅拉多大峽谷。在一些區域寬度超過 20 公里，深度超過 2 公里。馬丁谷起源自被認為是曾經是包含大量湖泊的南方低地區域（參見艾瑞達尼亞湖），向北延伸至接近赤道的古瑟夫撞擊坑。古瑟夫撞擊坑看起來曾聚集水，形成一個大湖，因此勇气号火星探测器在該撞擊坑登陸進行調查，但在撞擊坑底只找到火山岩。湖泊沉積物可能被附近火山阿波里那山之後的噴發物覆蓋。
馬丁谷被認為是火星早期歷史中流動的水侵蝕形成。有些沿著馬丁谷崖壁的窄而短河道可能是掏蝕河道。地下水掏蝕在地下水部分溶解和破壞岩石時發生，會使岩石坍塌成為破碎沉積物，並且會被其他侵蝕作用搬運離開原處。

## 外部連結
- Google Mars zoomable map centered on Ma'adim Vallis （页面存档备份，存于）